# Kolumba
Музей «Kolumba» (иногда Колумба; нем. Kolumba, Kunstmuseum des Erzbistums Köln) — художественный музей в городе Кёльн (земля Северный Рейн-Вестфалия), открытый в сентябре 2007 года недалеко от Кёльнского собора и музея Вальрафа-Рихарца в новом здании, построенном по проекту архитектора Петера Цумтора на месте церкви Св. Колумбы, разрушенной в годы Второй мировой войны. Музей был основан в 1853 году «Христианским художественным объединением» (Christlichen Kunstverein), относившимся к архиепархии Кёльна, а с 1989 года стал финансироваться самой архиепархией; коллекция включает в себя экспонаты разных эпох: от распятия из слоновой кости, созданного во второй половине XII века, до произведений современного искусства; регулярно проводит временные выставки по актуальным темам современного международного искусства.

## История и описание
Епархиальный музей был основан в Кёльне в 1853 году Христианским художественным объединением Кёльнской архиепархии; в 1989 году музей перешёл под непосредственное управление архиепархии Кёльна. В то же время, основываясь на исходной концепции 1853 года, современная «Колумба» считает себя художественным музеем, спонсором которой является епархия, и видит своей задачей всестороннее представление вопросов изобразительного искусства.

### Здание
До 9 апреля 2007 года музей располагался в здании на площади Ронкаллиплатц, в непосредственной близости от Кёльнского собора. 1 октября 2003 года прошла церемония закладки основания нового музейного здания по проекту швейцарского архитектора Петера Цумтора; кардинал Майснер открыл новый музей 15 сентября 2007.
В своём плане музейного здания Цумтор предполагал сочетать старую и современную архитектуру, поскольку само строение возводилось непосредственно на развалинах позднеготической церкви Св. Колумбы, разрушенной в годы Второй мировой войны. Кубическое светлое строение вобрало в себя остатки стен и романского фундамента бывшего храма; автор полагал, что таким образом здание становится не только «архитектурно-историческим континуумом» (baugeschichtlichen Kontinuum), но и частью самого художественного музея. Новое здание включает в себя также и основание часовни «Мадонна в руинах» (Madonna in den Trümmern), построенной кельнским архитектором Готфридом Бёмом после войны.
Меняющееся дневное освещение предполагалось использовать для создания «изменчивого» интерьера — искусственные источники света были намеренно исключены из проекта. Многочисленные стеклянные фасады от пола до потолка создают впечатление слияния внутреннего и наружного пространства. Таким образом, по мнению автора, воплощается идея «живого музея», границы стираются и возникает атмосфера открытости и бесконечности.

### Коллекция

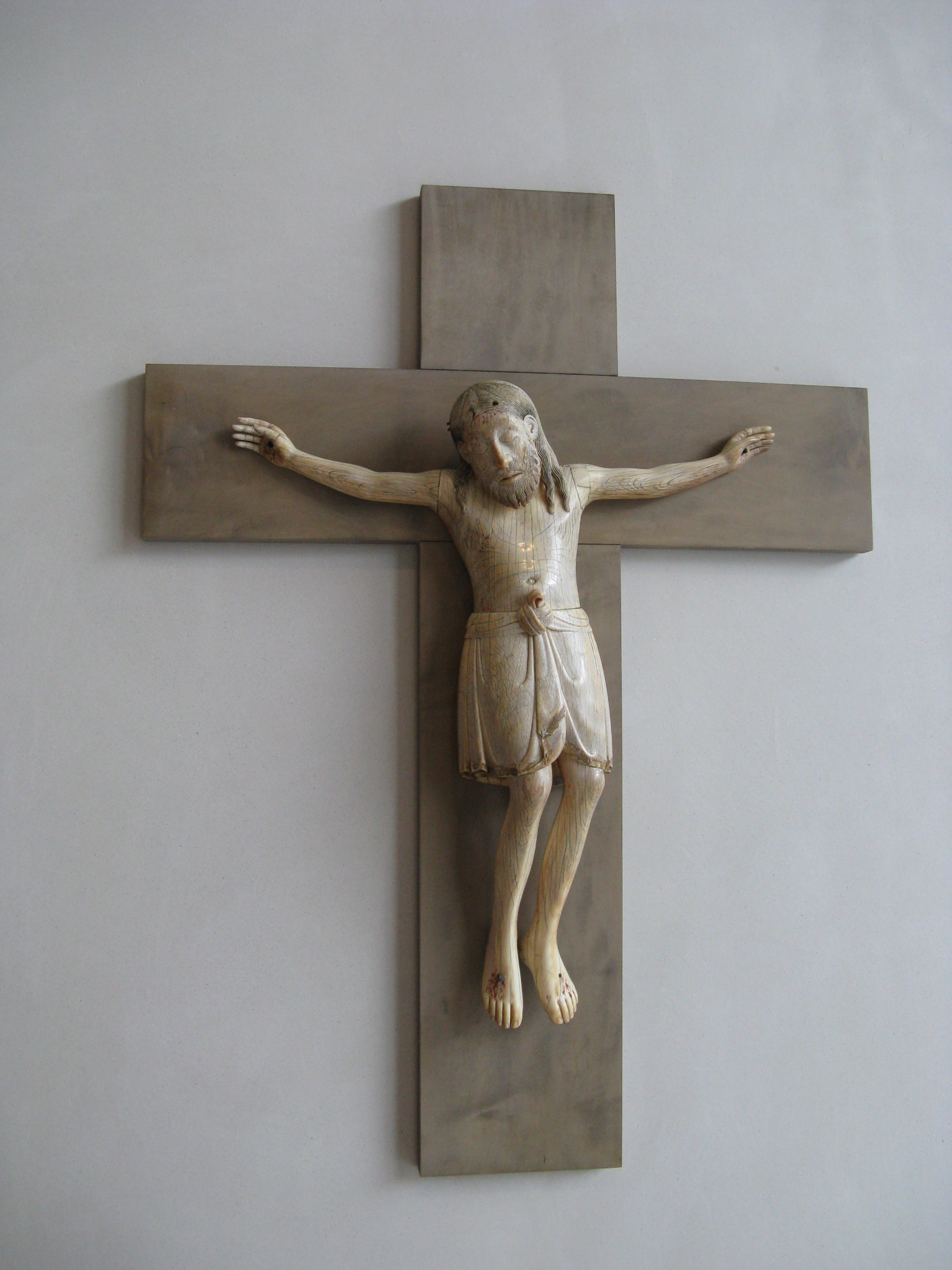
Распятие из слоновой кости, XII век

Коллекция музея крайне разнообразна: она варьируется от произведений, созданных в период поздней античности до работ современного искусства; в неё входят как романские скульптуры, так и пространственные инсталляции; средневековая станковая живопись находится рядом с произведениями направления «Radical Painting». Руководящим принципом формирования столь «гетерогенной» коллекции сам музей видит пропорцию и красоту как связующие элементы любого художественного произведения. Основное внимание в фондах уделяется раннехристианскому искусству (в частности, коптскому и сирийскому текстилю), живописи, скульптуре и ювелирному искусству, создававшемуся в период с XI по XVI век, а также рукописям и рукописным книгам. Значительной частью фонда является собрание чёток.
Музейный фонд значительно расширился в 1996 году благодаря пожертвованию музею собрания «Schenkung Härle» — одной из наиболее известных в Германии частных коллекций средневековой скульптуры. В области классического модернизма музею удалось сформировать собрание, которое показывает переход от искусства XIX века к современным течениям. Пожертвование коллекции Андора Вайнингера (1899—1986) в 1999 году стало основой для фонда работ Баухауса; работы 1970-х годов включают в себя произведения таких художников, как Йозеф Бойс, Маноло Милларес, Антонио Саура и Антони Тапиес. В музее также собрана самая полная в мире коллекция работ Пола Тека. Основное внимание в коллекции искусства XXI века уделяется графическим работам и рисунков.
При финансовой поддержке сразу нескольких культурных фондов и частных покровителей, в 1999 году музею удалось приобрести романское распятие из слоновой кости, которое историки искусства датируют второй половиной XII века; ранее оно принадлежало Ойгену Эттинген-Валлерстайну (1885—1969). Распятие высотою в 53 см отличается высокой пластичностью и необычной для своего времени точностью в передаче черт лица и волос Иисуса Христа.
В рамках концепции «Живой музей» Kolumba не проводит чётких границ между постоянной коллекцией и временными выставками: работы из собственной коллекции показываются вместе с временными и меняются по несколько раз в год (серия «Sterne für Kolumba»). Характерной чертой, предполагающей создание более интимной атмосферы, являются почти полное отсутствие табличек и подписей под объектами, а также сосуществование в одном пространстве произведений, не связанных хронологически, исторически или тематически.

## Награды
- 2013: «Музей года» — Германское отделение, Международная ассоциация искусствоведов (AICA)[1].